# Dorothea Maria von Sachsen-Gotha-Altenburg (1674–1713)

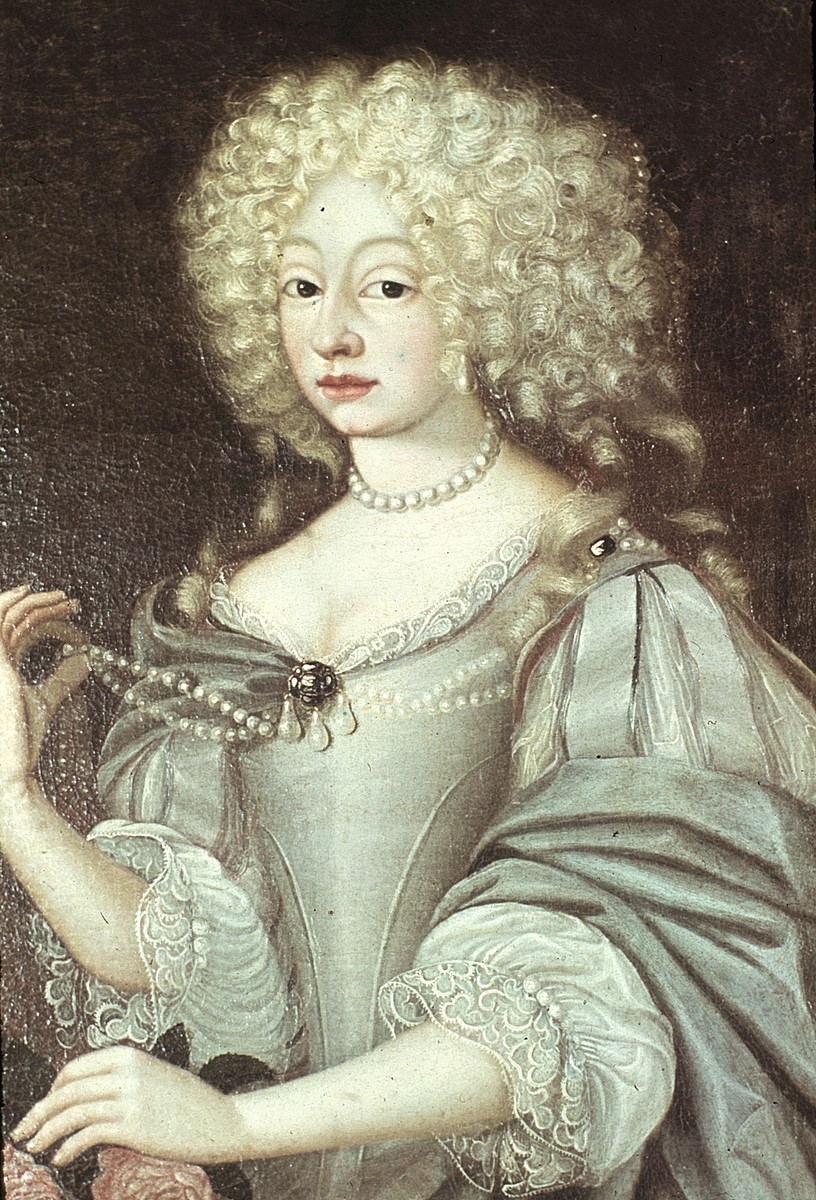
Dorothea Maria von Sachsen-Gotha-Altenburg

Dorothea Marie von Sachsen-Gotha-Altenburg (* 22. Januar 1674 in Gotha; † 18. April 1713 in Meiningen) war eine Prinzessin von Sachsen-Gotha-Altenburg und durch Heirat Herzogin von Sachsen-Meiningen.

## Leben
Dorothea Marie war eine Tochter des Herzogs Friedrich I. von Sachsen-Gotha-Altenburg (1646–1691) aus dessen Ehe mit Magdalena Sibylle (1648–1681), Tochter des Herzogs August von Sachsen-Weißenfels. Die Prinzessin wurde sehr sorgfältig ausgebildet und erhielt Unterricht in Religion, Wissenschaften, Sprachen und Musik.
Sie heiratete am 19. September 1704 im Schloss Friedenstein ihren Cousin, den späteren Herzog Ernst Ludwig I. von Sachsen-Meiningen (1672–1724), mit dem sie sich im Mai dieses Jahres verlobt hatte. Aus Anlass der Vermählung wurde eine Gedenkmünze geprägt, bereits knapp zwei Jahre zuvor war aus Anlass der bevorstehenden Hochzeit der Orden der Treue gestiftet worden. Als Heiratsgut erhielt Dorothea Marie Burg Lauterburg bei Rödental, wo Ernst Ludwig 1706 das Jagdschloss Ludwigsburg errichten ließ.
Die Ehe wurde als glücklich beschrieben, mit ihrem Gatten teilte die Herzogin dessen Leidenschaft für Musik und Poesie. Dorothea Marie litt unter „Fluss im Gesicht“ und wohnte deshalb meist auf dem Lande; vor allem in der Nähe von Bad Liebenstein in Frauenbreitungen und in Dreißigacker. Dorothea Marie war karitativ tätig und unterstützte vor allem das Meininger Waisenhaus.
Ernst Ludwig plante in Dreißigacker den Bau eines Lustschlosses, das er zu Ehren seiner Gemahlin Dorotheenburg nennen wollte, doch starb die Herzogin bereits 1713, was diesen Plan verhinderte.
Dorothea Marie wurde in der Gruft der Schlosskirche zu Meiningen bestattet. In Gedenken an ihren Tod wurde eine Münze geprägt und ein „Ehrengedächtnis“ gedruckt.

## Nachkommen
Aus ihrer Ehe hatte Dorothea Marie folgende Kinder:
- Joseph Bernhard (1706–1724)
- Friedrich August (*/† 1707)
- Ernst Ludwig II. (1709–1729), Herzog von Sachsen-Meiningen
- Luise Dorothea (1710–1767)

⚭ 1729 Herzog Friedrich III. von Sachsen-Gotha (1699–1772)
- Karl Friedrich (1712–1743), Herzog von Sachsen-Meiningen